# 1494 Savo
1494 Savo (1938 SJ) là một tiểu hành tinh vành đai chính được phát hiện ngày 16 tháng 9 năm 1938 bởi Y. Vaisala ở Turku.
Nó đặt theo tên của Savonia, 1 vùng thuộc Phần Lan.